# Mariano Santiago
Mariano Nicolás Santiago (González Catán, provincia de Buenos Aires, 31 de mayo de 2001) es un futbolista argentino. Juega de volante y su equipo actual es Quilmes, de la Primera Nacional, a préstamo de Godoy Cruz.

## Carrera

### Almirante Brown
Santiago surgió en las inferiores de Almirante Brown. Llegó al plantel profesional en 2022, cuando debutó el 27 de julio en la victoria 2-1 sobre Deportivo Maipú, ingresando a los 19 minutos del segundo tiempo por Matías Piteo. Durante la temporada 2022, el volante disputó 9 encuentros, logrando dos asistencias (frente a Tristán Suárez y Defensores de Belgrano).
En 2023 el conjunto de La Matanza consiguió disputar la final por el campeonato ante Independiente Rivadavia, la cual perderían por 2 a 0. Luego, fueron eliminados en las semifinales por el segundo ascenso tras perder 4-0 en el global frente a Deportivo Riestra. En un contexto positivo para el club bonaerense, Santiago fue titular en la mayoría de los partidos (36 partidos jugados).

### Godoy Cruz
Tras finalizar el torneo con Almirante Brown, Godoy Cruz se hizo con sus servicios. Debutó el 1 de abril de 2024 en la victoria 1-2 contra Platense, ingresando a los 37 minutos del segundo tiempo por Bruno Leyes. En su debut, fue el artífice del segundo gol que le dio la victoria al Tomba a los 47 minutos del segundo tiempo. Durante su estadía en Mendoza, Santiago jugó 12 partidos y convirtió un tanto.

### Quilmes
Tras no tener minutos en Godoy Cruz, a mediados de 2025 el volante central fue presentado como nuevo jugador de Quilmes, retornando a la Primera Nacional tras su paso por Almirante Brown. Firmó su contrato a préstamo hasta diciembre de 2026.

## Estadísticas

### Clubes
| Almirante Brown Argentina | 2.ª                 | 2022                | 9  | 0 | 0 | 0 | - | - | 9  | 0 | 0    |
| Almirante Brown Argentina | 2.ª                 | 2023                | 36 | 0 | - | - | - | - | 36 | 0 | 0    |
| Almirante Brown Argentina | Total club          | Total club          | 45 | 0 | 0 | 0 | - | - | 45 | 0 | 0    |
| Godoy Cruz Argentina | 1.ª                 | 2024                | 7  | 0 | 5 | 1 | 0 | 0 | 12 | 1 | 0.08 |
| Godoy Cruz Argentina | 1.ª                 | 2025                | 0  | 0 | 0 | 0 | 0 | 0 | 0  | 0 | 0    |
| Godoy Cruz Argentina | Total club          | Total club          | 7  | 0 | 5 | 1 | 0 | 0 | 12 | 1 | 0.08 |
| Quilmes Argentina | 2.ª                 | 2025                | 3  | 0 | 0 | 0 | - | - | 3  | 0 | 0    |
| Quilmes Argentina | Total club          | Total club          | 3  | 0 | 0 | 0 | - | - | 3  | 0 | 0    |
| Total en su carrera | Total en su carrera | Total en su carrera | 55 | 0 | 5 | 1 | 0 | 0 | 60 | 1 | 0.02 |
| (1) Las copas nacionales se refiere a la Copa Argentina y a la Copa de la Liga Profesional. (2) Las copas internacionales se refiere a la Copa Libertadores y a la Copa Sudamericana. (3) Media de goles por encuentro. No incluye goles en partidos amistosos. |                     |                     |    |   |   |   |   |   |    |   |      |